# Tressan
Tressan är en kommun i departementet Hérault i regionen Occitanien i södra Frankrike. Kommunen ligger i kantonen Gignac som tillhör arrondissementet Lodève. År 2022 hade Tressan 688 invånare.

## Befolkningsutveckling
Antalet invånare i kommunen Tressan
Referens:INSEE